# Menteş, Sandıklı
Menteş là một thị trấn thuộc huyện Sandıklı, tỉnh Afyonkarahisar, Thổ Nhĩ Kỳ. Dân số thời điểm năm 2011 là 861 người.